# Joan I d'Osma
Joan (en llatí Joannis) és el primer bisbe d'Osma documentat.
És el primer bisbe documentat del bisbat d'Osma, així com la primera referència de l'existència d'aquest diòcesi. Va ser consagrat després de la celebració del III Concili de Toledo (589), moment en què la seu estava vacant. Joan està documentat gràcies a la seva assistències al concili de Toledo de 597, durant el regnat de Recared. Enrique Flórez argumenta que degué iniciar el seu mandat el 590 o 591, perquè al concili va signar –segons l'ordre de prelació– després del bisbe de Còrdova, Eleuteri, nomenat abans, però abans de Joan de Biclar, bisbe de Girona. D'acord amb l'antiguitat que demostra en els concilis el seu successor, Gregori, es creu que Joan va ocupar la seu fins aproximadament el 606, tot i que es desconeix la data de la seva mort.